# قريبة (تشريح)
القُرَيبَة (بالإنجليزية: Utricle)‏ هي انتفاخ في الأذن الداخلية ينفتح عليها مجلات الأقنية الهلالية المتعامدة، وهي مع الكُيَيْس تتحسسان للتسارع الخطي (بالإنجليزية: Linear acceleration)‏.

## الأصل اللغوي
القُرَيبَة هي تصغير من كلمة القِرْبَة؛ وهي وعاء أو كيس من جلد ماعز أو بقر، لاحتواء السوائل، والقريبة هي ترجمة لكلمة (باللاتينية: utriculus) اللاتينية، والتي تعني حقيبة جلدية (بالإنجليزية: leather bag)‏.